# NOSIGNER
NOSIGNER（ノザイナー、NOSIGNER株式会社）は、2006年に太刀川英輔により設立された日本のデザイン事務所。ソーシャルデザインをテーマとしたデザイン活動を行っている。
NOSIGNERという名称は、「形の背景にある目に見えないもの（NO-SIGN）をつくる」という理念に基づく。

## 概要
NOSIGNER(ノザイナー)は、未来社会の希望ある変化を生み出すためのデザイン活動体。目に見えない関係への糸口を発見し、新しい形を紡ぐために、建築・プロダクト・グラフィックなどデザイン分野を越境して、クラフトマンとしてのクオリティと総合的なデザイン戦略を両立するプロジェクトを手がけている。
代表の太刀川英輔が提唱する、生命科学を元にした全く新しいイノベーション手法「進化思考」により、革新的なアイデアの創出から創造的な人材育成、コンセプトの実現まで並走する。

## 創業者
太刀川英輔 （たちかわえいすけ）
NOSIGNER代表 / 進化思考提唱者家 / デザインストラテジスト / 公益社団法人日本インダストリアルデザイン協会（JIDA）理事長

希望ある未来をデザインし、創造性教育の更新を目指すデザインストラテジスト。
産学官の様々なセクターの中に変革者を育むため、生物の進化という自然現象から創造性の本質を学ぶ「進化思考」を提唱し、創造的な教育を普及させる活動を続ける。
プロダクト、グラフィック、建築などの高いデザインの表現力を活かし、SDGs、次世代エネルギー、地域活性などを扱う数々のプロジェクトで総合的な戦略を描く。グッドデザイン賞金賞、アジアデザイン賞大賞、ドイツデザイン賞金賞他、国内外を問わず100以上のデザイン賞を受賞し、DFAA（Design for Asia Awards）、WAF（World Architecture Festival）、グッドデザイン賞等の審査委員を歴任する。
主なプロジェクトに、OLIVE、東京防災、PANDAID、山本山、横浜DeNAベイスターズ、YOXO、2025大阪・関西万博日本館基本構想など。
著書の『進化思考』（海士の風、2021年）は生物学者・経済学者らが選ぶ日本を代表する学術賞「山本七平賞」を受賞。他に『デザインと革新』（パイ インターナショナル、2016年）がある。

## 代表作
AD/ Art Direction, GD/ Graphic Design, PD/ Product Design, Web/ Web Design, Il/ Illustration, Ph/ Photography, Mo/Movie or Motion Design

### Social Design｜ソーシャルデザイン
1. PANDAID（新型コロナウイルス感染症から身を守るアイデアデータベースwiki、2020）…AD/PD/Web/Il
2. SOCIAL HARMONY（2020）…AD
3. 東京防災（2015）…AD/GD/Editor/Il/Ph
4. OLIVE（被災地支援アイデア・飲食料・デザインデータベースwiki、2011）…AD/GD

### BRANDING｜ブランディング
1. BYAKU（2021）…AD/CD/GD/Web/Mo/Ph
2. 秋川牧園（2020）…AD/GD
3. YOXO（2019）…AD/GD/Web/Ph
4. ふじのくに⇄せかい演劇祭（2019）…AD/GD/Mo
5. KININAL（2018）…AD/GD/PD/SD
6. 山本山（2017）…AD/GD
7. きたれ、バウハウス（2017）…AD/GD/Mo/Ph/Il
8. 横浜DeNAベイスターズ（2015）…AD/GD
9. aeru（2012）…AD/GD/SD
10. OCICA（宮城県石巻市牡鹿半島の漁村に暮らすお母さん達による手仕事ブランド、2011 / 2016）…AD/GD/PD

### PRODUCT DEVELOPMENT｜プロダクトデザイン
1. PANDAID FACESHIELD（2020）…AD/GD/PD/Mo
2. ston（2019）…AD/GD/PD
3. 浄酎（2019）…AD/GD/PD
4. Re.ing（2018）…PD
5. PLOTTER（2017）…AD/GD/PD
6. MIKADO LEMON（2016）…AD/GD
7. SALA SUSU（2016）…AD/GD/SD
8. ONE&DOT（2014）…PD

### INTERIOR AND SPACE DESIGN｜インテリア・空間デザイン
1. NOSIGNER STUDIO（2021）…AD/SD/Ph
2. REN（2021）…AD/PD/SD/Ph
3. OPEN SOHKO DESIGN（2015）…AD/GD/PD/Web
4. MOZILLA FACTORY SPACE（2013）…AD/GD/SD
5. KINOWA（2013）…AD/GD/PD
6. THE MOON（2011）…PD
7. CARTESIA（2007）…PD
8. ARBORISM（2007）…PD

### ENVIRONMENT AND ARCHITECTURE｜建築デザイン
1. SACHI HOUSE（2017）…Arc

### RESEARCH｜研究デザイン
1. MOTHER OCEAN（2020）…AD/GD/Il/Consulting
2. COOL JAPAN PROPOSAL（2014）…AD

### Installation Art｜インスタレーション
1. Amorphous（2016）at Milano Salone…AD/GD/SD
2. SPACE SPACE（2014）at the Yokohama Triennale…AD/SD
3. FLUOLESS（2008）…AD/SD

## 沿革
2006年　太刀川英輔がNOSIGNERを創業。
2013年　NOSIGNERを法人化。社会を良くするための総合的なデザインコンサルティングを手がける会社となる。
2013年　warewのデザインがペントアワード金賞を受賞し、その年の世界一の化粧品パッケージとなる。
2014年　第一次安倍内閣の最後の半年、太刀川がクールジャパン戦略会議のコンセプトディレクター(議長)を拝命しクールジャパン提言を発表。
2015年　OLIVEを参考としたプロジェクトとして東京都の全世帯に配布される「東京防災」のデザインと編集を手がけ、防災の文化を刷新する。(電通との協業)グッドデザイン賞金賞を受賞。
2016年　銀座グラフィックギャラリーで生物の進化とデザインの進化を対比する展示を手がける。「進化思考」を提唱する。
2017-2019年　静岡市の「まちは劇場」制作のブランディングディレクターを手がける。
2019年　WOLDAにてふじのくに⇄せかい演劇祭とKININALの二つの作品が世界のロゴデザインにおいて最高賞を受賞。
2019年　横浜市のイノベーション政策に「YOXO」と命名し、ブランディングを手がける。
2020年　新型コロナウィルスの世界的蔓延に対策するため、参加者で有益な情報を集めて届けるPANDAIDプロジェクトを発起
2023年　法人化10周年を記念した特別展「Designs for the next 100 years NOSIGNER 十週年特展：給未來百年的設計」を台湾の台灣設計館04で開催。

## 受賞作
| 受賞年 | 賞                                                           | 主催国   | 受賞作品                |
| ------ | ------------------------------------------------------------ | -------- | ----------------------- |
| 2024   | Red Dot Award（Red Dot Award）                               | ドイツ   | JO-CHU（浄酎）          |
| 2023   | Red Dot Award（Brands & Communication Design）               | ドイツ   | ADAPTMENT               |
| 2022   | iF Design Award -Communication / 3.05 Website                | ドイツ   | PANDAID                 |
| 2021   | A' Design Award -Packaging Design Category（Platinum）       | イタリア | 山本山                  |
|        | A' Design Award -Social Design Category（Golden）            | イタリア | OLIVE                   |
|        | Golden Design Pin Award（the Best Design）                   | 台湾     | PANDAID                 |
|        | GDA German Design Award（Gold）                              | ドイツ   | 秋川牧園                |
| 2020   | DFA Design for Asia Awards（Grand Award）                    | 香港     | PANDAID                 |
|        | iF Design Award                                              | ドイツ   | PLOTTER                 |
|        | Red Dot Award（Red Dot Award）                               | ドイツ   | Amorphous               |
|        | IAUD International Design Award（Gold Award）                | 日本     | PANDAID                 |
|        | WOLDA 10th Award（Gold）                                     | ドイツ   | KININAL                 |
|        | WOLDA 10th Award（Gold）                                     | ドイツ   | ふじのくに⇄せかい演劇祭 |
| 2019   | Red Dot Award（winner）                                      | ドイツ   | Amorphous               |
| 2018   | WOLDA new logo design awards（Award of Excellence）          | ドイツ   | Yokohama DeNA Baystars  |
|        | The Architecture MasterPrize Award -Healthcare（winner）     | アメリカ | 幸ハウス                |
| 2016   | iF Design Award                                              | ドイツ   | THE SECOND AID          |
|        | グッドデザイン賞（金賞）                                     | 日本     | 東京防災                |
| 2015   | DFA Design for Asia Award（Gold Award）                      | 香港     | KINOWA BEAM             |
|        | Red Dot Award                                                | ドイツ   | THE SECOND AID          |
| 2014   | Pentawards（Gold Award）                                     | ベルギー | warew                   |
| 2013   | DSA 空間デザイン賞（Gold Award）                             | 日本     | Mozilla Factory Space   |
|        | Wallpaper* design awards -bottom drawers（Best of the rest） | イギリス | Cartesia Drawer         |
|        | SDA Japan Sign Design Association Awards（Grand Prize）      | 日本     | OBI                     |
| 2011   | DFA Design for Asia Awards（Grand Award）                    | 香港     | OLIVE                   |
| 2009   | iF Design Award（Design Excellence）                         | ドイツ   | かんぴょううどん        |